# Gérard Blitz (sportivo)
Gérard Blitz (Amsterdam, 1º agosto 1901 – Ganshoren, 8 marzo 1979) fu uno sportivo belga, campione di nuoto e pallanuoto negli anni venti. Era il fratello di Maurice Blitz, pallanuotista anche lui, e zio dell'omonimo imprenditore che nel 1950 fondò il Club Méditerranée.
Alle Olimpiadi di Anversa nel 1920 Gérald Blitz andò a medaglia sia nel nuoto che nella pallanuoto. Conquistò la medaglia di bronzo nei 100 m dorso a livello individuale, e, assieme al fratello Maurice, fu uno dei componenti della nazionale belga che vinse l'argento nel torneo di pallanuoto.
Il 16 settembre 1921 stabilì il record del mondo sui 400 m dorso con il tempo di 5:59.2, che restò imbattuto fino al 1927.
Alle seguenti Olimpiadi di Parigi nel 1924 fu ancora argento con la squadra belga di pallanuoto, di cui faceva parte anche il fratello Maurice.
Nel 1990 Gérard Blitz è stato inserito nella International Swimming Hall of Fame, la Hall of Fame internazionale del nuoto.

## Palmarès
In carriera ha conseguito i seguenti risultati:
- Giochi olimpici

Anversa 1920: argento nella pallanuoto e bronzo nei 100 m dorso.
Parigi 1924: argento nella pallanuoto.
Berlino 1936: bronzo nella pallanuoto.